# DRG V 140 001
A DRG V 140 001 egy német 1'C1' tengelyelrendezésű dízelmozdony volt. Ez volt az első hidraulikus-hajtású mozdony, mely több mint 1000 kW-os volt. 1935-ban készült belőle egy példány a Krauss-Maffei, a Voith, a MAN és a BBC gyáraiban. 1953-ban lett selejtezve, mert nem volt pótalkatrész a javításához, továbbá már rendelkezésre álltak az első DB V 80 dízelmozdonyok is.
A sorozat egy példánya Lokwelt Freilassingban van kiállítva.